# Intersticio (religión)
En la iglesia católica, se llama intersticio el tiempo que se debe pasar en una orden antes de ser promovido a otra superior. El motivo es considerar necesario que los ministros de la Iglesia tengan tiempo de acostumbrarse a las funciones de su ministerio, de poseerse del espíritu de su estado, y que sus superiores le tengan también de experimentar su piedad y conocimientos.
La costumbre de los intersticios es antigua en la Iglesia y exceptuando sus primeros tiempos en que se necesitaban inmediatamente ministros para anunciar el Evangelio y extenderlo por el mundo, todos ellos permanecían antiguamente largo tiempo ejercitando una orden antes de ser elevado a otra superior. Esto era lo que deseaban los concilios. 
La primera carta del Papa Siricio dice, que el que se ha dedicado a la Iglesia desde su infancia permanezca subdiácono hasta la edad de treinta años; que se le haga diácono en esta edad; que ejerza las Funciones de tal por espacio de cinco o más años y que después se le eleve al sacerdocio; y añade que diez años después podrá nombrársele para una silla episcopal. Los que se consagran al servicio de la Iglesia en una edad adelantada, ordena que se les haga desde luego lectores o consorcistas, que sirvan en este cargo por espacio de dos años, que después sean acólitos y subdiáconos durante cinco; que pasado de este tiempo se los eleve a diáconos y presbíteros, haciéndoles observar los mismos intersticios que a los otros. Este Papa dice en la misma carta que se debe hacer observar esta ley a los monjes que sean promovidos al presbiterado y episcopado.
Esta disciplina no se ha conservado siempre con el mismo rigor porque en lo sucesivo no se ha exigido una edad tan adelantada para los órdenes; pero la ley de los intersticios ha subsistido siempre y el Concilio de Trento hizo con respecto a esto cánones que se observan hoy exactamente en la práctica.

No se darán las órdenes menores sino a los que por lo menos sepan lado, guardando entre cada orden los intervalos que comúnmente se llaman intersticios, si no pareciere al obispo mas conveniente otra cosa, con objeto de que puedan instruirse mejor en la importancia de su profesión; y según lo que el obispo disponga, se ejercitarán también en las funciones de cada orden en la iglesia a cuyo servicio hubieren sido destinados a no ser que quizás estuviesen ausentes para continuar sus estudios; y ascenderán así de grado en grado, de manera que al mismo tiempo que en edad, crezcan en virtud y ciencia de lo cual darán pruebas ciertas por su buena conducta y asiduidad en el servicio de la Iglesia por el respeto y deferencia cada vez mayor que tendrán a los sacerdotes y a sus superiores en órdenes y por frecuentar más que antes el Sacramento del cuerpo de Nuestro Señor Jesucristo. Y como estas órdenes menores abren la puerta a los grados mas superiores y a elevados misterios, a nadie se admitirá en ellas, si no da lugar para esperar que por su capacidad se hará digno algún día de las órdenes mayores. A ninguno podrá tampoco promovérsele a las órdenes sagradas sino después de un año de haber recibido el último grado de las órdenes menores, a no ser que el obispo lo juzgue mas conveniente de otro modo, para la necesidad o utilidad de la Iglesia.